# 八代交會場所
八代交會場所（日语：／ Yashiro Ikichigai basho */?），是位於高知縣吾川郡伊野町枝川，土佐電交通伊野線的號誌站，已經永久停用。

## 歷史
八代交會場所的啟用日期不明。原本此地是八代通停留場，後來該電車站向西遷移後，使此地變成一個不可上落客的電車站。在電車站中不可上落客中，一般上會被稱為號誌站，但是土佐電交會呼該處為列車交會電車站。
號誌站在2014年（平成26年）由於進行高知西繞道工程，向西邊遷移約240米。
- 1908年（明治41年）2月20日 - 八代通停留場啟用[1]。
- 日期不詳[1] - 隨著八代通停留場遷移，此號誌站啟用[2]。
- 2014年（平成26年）
  - 10月1日 - 土佐電氣鐵道、高知縣交通（日语：高知県交通）和土佐電Dream Service（日语：土佐電ドリームサービス）合併，土佐電交通成立[5]。成為土佐電交通的號誌站。
  - 11月11日 - 隨著進行高知西繞道工程，列車交會設備向西遷移約240米[3][4]。在遷移後仍然名為「八代」，但是新聞稿中指出與遷移前的「八代」號誌站不同。而司機攜帶的乘務行路表中也標記為「八代」，在信號上，也標示該處為「八代」。在平成29年11月的運輸安全委員會報告書中，標記為「八代停留場」。雖然此處名為電車站，但是不可上落客，也沒有設置信號燈。
- 2021年（令和3年）1月9日 - 隨著進行時間表修正，八代交會場所沒有任何列車交會。

## 號誌站構造
此號誌站位於鏡川橋至伊野之間的單線區間內。號誌站內設有雙線，可進行列車交會。伊野方向的下行線是直線，播磨屋橋方向的上行線是向北分支的側線。在遷移後，播磨屋橋方向的上行線也是直線，所有列車靠使用直線通過號誌站。
在單線區間中，包括此號誌站之內，朝倉至伊野之間使用的閉塞方式為電氣路籤方式，此號誌站會透過站長交換電氣路籤。關於電氣路籤的形狀，朝倉至八代信號所之間為「△（三角形）」，八代信號所至伊野為間為「○（圓形）」。

## 號誌站周邊
此電車站東邊的伊野線路軌會與國道33號和高知西繞道相交。在相交米設有高知松山自動車道枝川交匯處。
- 伊野町立枝川小學

## 相鄰電車站
土佐電交通
伊野線
宇治團地前－八代交會場所－八代通

## 脚注
1. 1 2 3  今尾惠介（監修）. . 11 中国四国. 新潮社. 2009: 60. ISBN 978-4-10-790029-6 （日语）.
2. 1 2 3 4 5  土佐電鉄の電車とまちを愛する会. . JTB Can Books. JTB出版. 2006: 46–47. ISBN 4-533-06411-6 （日语）.
3. 1 2  草町義和. . Response. (イード). 2014-11-07  [2017-06-06]. （原始内容存档于2020-08-08） （日语）.
4. 1 2   (新闻稿). とさでん交通. 2014-11-05  [2017-06-06]. （原始内容存档于2014-12-08） （日语）.
5. ↑  上野宏人. . 毎日新聞 (毎日新聞社). 2014-10-02 （日语）.
6. ↑  服部重敬（編著）. . 山海堂（日语：山海堂 (出版社)）. 2006: 294. ISBN 4-381-01816-8 （日语）.
7. ↑  川島令三. . 【図説】 日本の鉄道. 第2巻 四国西部エリア. 講談社. 2013: 43. ISBN 978-4-06-295161-6 （日语）.
8. ↑  運輸安全委員会.  (PDF). 2020-07-30  [2020-08-28]. （原始内容存档 (PDF)于2021-01-24） （日语）.
9. ↑  名取紀之. . 編集長敬白. 鉄道ホビダス. 2012-07-09  [2017-06-06]. （原始内容存档于2019-04-02） （日语）.

## 関連項目
- 信号場